# Piotr Lisek
Piotr Lisek (Duszniki-Zdrój, 16 agosto 1992) è un astista polacco.
In carriera ha vinto la medaglia di bronzo ai Mondiali di Pechino 2015, ai Mondiali indoor di Portland 2016 e agli Europei indoor di Praga 2015.
Nel 2017 vince la sua prima medaglia d'oro internazionale ai Campionati europei di atletica leggera indoor 2017.

## Palmarès
| Anno | Manifestazione  | Sede           | Evento           | Risultato | Prestazione | Note                                     |
| ---- | --------------- | -------------- | ---------------- | --------- | ----------- | ---------------------------------------- |
| 2013 | Europei indoor  | Göteborg       | Salto con l'asta | 12º (q)   | 5,50 m      |                                          |
| 2013 | Europei U23     | Tampere        | Salto con l'asta | 17º (q)   | 5,20 m      |                                          |
| 2014 | Europei         | Zurigo         | Salto con l'asta | 6º        | 5,65 m      |                                          |
| 2015 | Europei indoor  | Praga          | Salto con l'asta | Bronzo    | 5,85 m      |                                          |
| 2015 | Mondiali        | Pechino        | Salto con l'asta | Bronzo    | 5,80 m      |                                          |
| 2016 | Mondiali indoor | Portland       | Salto con l'asta | Bronzo    | 5,75 m      |                                          |
| 2016 | Europei         | Amsterdam      | Salto con l'asta | 4º        | 5,50 m      |                                          |
| 2016 | Giochi olimpici | Rio de Janeiro | Salto con l'asta | 4º        | 5,75 m      |                                          |
| 2017 | Europei indoor  | Belgrado       | Salto con l'asta | Oro       | 5,85 m      |                                          |
| 2017 | Mondiali        | Londra         | Salto con l'asta | Argento   | 5,89 m      |                                          |
| 2018 | Mondiali indoor | Birmingham     | Salto con l'asta | Bronzo    | 5,85 m      |                                          |
| 2018 | Europei         | Berlino        | Salto con l'asta | 4º        | 5,90 m      | Miglior prestazione personale            |
| 2019 | Europei indoor  | Glasgow        | Salto con l'asta | Argento   | 5,85 m      |                                          |
| 2019 | Mondiali        | Doha           | Salto con l'asta | Bronzo    | 5,87 m      |                                          |
| 2021 | Europei indoor  | Toruń          | Salto con l'asta | Bronzo    | 5,80 m      | Miglior prestazione personale stagionale |
| 2021 | Giochi olimpici | Tokyo          | Salto con l'asta | 6º        | 5,80 m      |                                          |
| 2022 | Mondiali        | Eugene         | Salto con l'asta | 19º (q)   | 5,50 m      |                                          |
| 2022 | Europei         | Monaco         | Salto con l'asta | 15º (q)   | 5,50 m      |                                          |
| 2023 | Europei indoor  | Istanbul       | Salto con l'asta | Argento   | 5,80 m      | Miglior prestazione personale stagionale |
| 2023 | Mondiali        | Budapest       | Salto con l'asta | 9º        | 5,75 m      |                                          |
| 2024 | Mondiali indoor | Glasgow        | Salto con l'asta | nm        | nm          |                                          |
| 2024 | Europei         | Roma           | Salto con l'asta | 6º        | 5,75 m      |                                          |
| 2024 | Giochi olimpici | Parigi         | Salto con l'asta | 15º (q)   | 5,60 m      |                                          |
| 2025 | Europei indoor  | Apeldoorn      | Salto con l'asta | 13º (q)   | 5,65 m      |                                          |

## Altre competizioni internazionali
2019
- Campionati europei a squadre di atletica leggera ( Bydgoszcz)